# Peau d'Âne (opéra-comique)
Pour les articles homonymes, voir Peau d'âne (homonymie).
Peau d'Âne est un opéra-comique en quatre actes, composé par Raoul Laparra et créé le 3 février 1899 au Grand-Théâtre de Bordeaux, ville natale du compositeur. 
Le livret, signé Marie Bellier, spécialisée dans la littérature enfantine, fut édité l'année suivante chez Albin Michel dans la collection Théâtre du jeune âge (86 pages).